# Piedras Albas (Cáceres)
Piedras Albas es un municipio español de la provincia de Cáceres, en la comunidad autónoma de Extremadura.

## Geografía física
Se encuentra a 74 km de la capital provincial, al oeste de la provincia y a 7 km de la frontera con Portugal. Está rodeada por todas partes por el término municipal de Alcántara.
Antiguamente, existía un puesto fronterizo junto al puente romano de Segura sobre el río Erjas y una aduana en el mismo pueblo. Hasta que España y Portugal pasaron a formar parte de la Unión Europea, en Piedras Albas estaba situada la aduana fronteriza, con su correspondiente secretario y un destacamento de la Guardia Civil; el edificio todavía está en pie. Años más tarde se construyó, justo enfrente del edificio aduanero, una comisaría de la Policía Nacional, que pasó a encargarse del control fronterizo.
Piedras Albas está situada a 363 m s. n. m. de altitud, en la falda de un cerro, y tiene un área de 4,53 km² con una población de 160 habitantes en 2017 según el INE y una densidad de 35,32 hab/km².

## Historia
El nombre de Piedras Albas significa piedras blancas, probablemente por los crestones de cuarcitas que hay en su término. Se pueden rastrear documentos donde se apunta a un pasado pre-celta. Concretamente se habla sobre la zona denominada Elbocoris en algunos escritos como :
En el libro  de Martín Almagro-Gorbea, también lo cita  Plinio,  donde habla de Elbocoriani así como en el libro escrito por Vicente Paredes y Guillén:
En el libro habla de:

Seria más adecuado situar a Elbocoris en Piedras Albas que recibe el nombre de los crestones de cuarcita blanca que tiene cerca, que por forman hilera (corium) Elbocoris
Vicente Paredes y Guillén

Del pasado romano hay pocas noticias documentadas, aunque debió de haber un asentamiento en las cercanías; es una ruta de paso hacia Portugal, salvada en el río Erjas con el puente romano de Segura, cuya construcción parece que fue llevada a cabo por el mismo ingeniero que hizo el puente de Alcántara.
El libro La calzada romana del puente de Alcántara:

Se citan en sentido geográfico desde Alcántara a Rena. Calzada cerca del puente de Alcántara hacia Piedras Albas. Se trata de la prolongación de la tabla del puente de Alcántara. Toda ella está ya desmantelada, los pocos restos que quedan son los bordes de la calzada y los trabajos de cimentación de cunetas
Fernando Moreno Domínguez

Al periodo final del imperio romano se puede adscribir parte del importante número de lagares rupestres para la elaboración de vino y aceite inventariados por el arqueólogo Gregorio Francisco González en el entorno de Piedras Albas.
Los árabes también dejaron huella en la zona, existe una leyenda de tradición oral sobre el lugar donde se asienta el Castillo (que era una zona de viñas) y ahí es donde dice la leyenda que vivía la Mora Encantada. Parece que es solo una leyenda.
En este lugar ahora tan solo quedan bloques de piedras de cantería de color rosado y blanco, y puede formar parte de los castillejos datados en esta zona, obra de tribus prerromanas, donde posteriormente se construyera una fortaleza árabe o al menos así se  cree en el libro Historia y toponimia de la tierra de Coria  donde  dice:

No sabemos el momento en que se ocupó esta región, pero es muy probable que unos cuarenta años después de que Mérida se rindiese en el 713. El territorio debió de estar bajo el control de bereberes, pues éstos recibieron en el reparto de conquista los territorios comprendidos entre el río Eljas y la orilla del Tajo .De que se asentaron bereberes de la tribu de los Mâshmûdda, del grupo de los Baranis y de la familia de los Banû-Tadjit, nos da cuenta el geógrafo árabe Ibn Idari cuando relata la expedi- ción que en el año 775 realiza el emir de Córdoba Yusuf ibn abd-al-Rahman al- Fihri como consecuencia del desembarco de Abderramán I
Francisco José Casillas Antúnez

Más documentos que hablan de la existencia de una fortaleza en Fortalezas, Castillos Y Torres De Extremadura Medieval escrito por Valentín Soria:

Existían fortificaciones medievales en……, Piedras Albas (árabe conquistado por  la Orden de de Alcántara siglo XIII)
Valentín Soria

A partir de la existencia en la zona del predominio de la Orden de Alcántara se puede encontrar alguna información sobre los diferentes nombres del pueblo en el libro Léxico y toponimia de las tierras de Alcántara:

En 1235 “Ecclesiam S. Nicolas in Petris Alvis”.

En 1251 Pedras Albas.
En 1298 Piedras Albas como Encomienda de la Zapatería.

En 1566 1594 Pedrasalvas, época de Felipe II.
Mª de las Mercedes de Sande Bustamante

Maestre D. Fernan Páez que murió en 1292 y gobernó la Orden más de 6 años, también habla de que:

Hay en Piedras Albas una losa con las armas de la Orden de Alcántara de un Caballero Comendador de la Zapatería
D. Fernán Páez

En el libro titulado Historia de las órdenes de caballería y de las condecoraciones españolas (1864-1865) añade más información:

Así por ejemplo el comendador de Piedras Albas tenía obligación de calzado a la orden de donde vino el gracejo que el comendador de Piedras Albas en calzado ajeno el material y pagaba las hechuras y la responsabilidad por el cumplimiento de este deber era personal según aparece de una de las definiciones del abad de moribundo visitó la Orden en 1344 que dice así otro sí andamos que cada mes hayan los frailes del convento su calzado y cumplidamente unos zapatos y otras suelas y cuántos días pasar en que no hayan días este el Comendador zapatería de Piedras Albas en pan y agua en el convento escritor extremeño del siglo pasado comparando el estado decadente del pueblo que dio nombre a la Encomienda de que tratamos próspero que tuvo en otro tiempo esclava descalzos los vecinos que calzaban a la orden
Varios autores

Donde ha estado asentado el pueblo en diferentes épocas está por estudiar, la configuración actual es en torno a la Iglesia hacia la plaza.

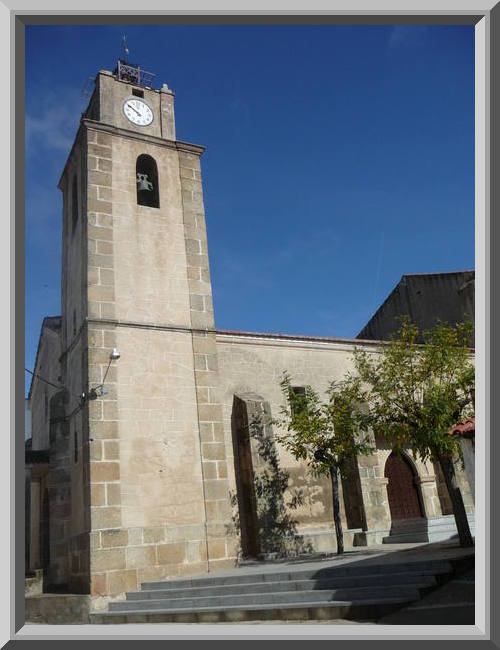
Iglesia de Piedras Albas

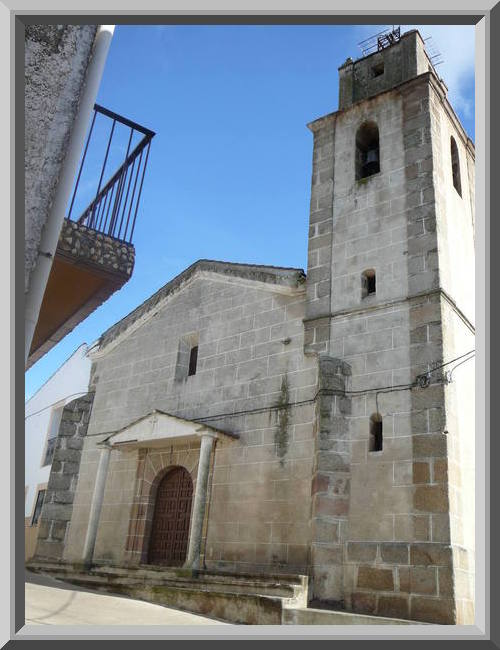
Iglesia otra entrada

Sobre la iglesia hay referencias en el libro de Juan Luis de la Montaña Conchina Iglesia y repoblación. la red parroquial de la transierra extremeña (1142-1350).

En un documento fechado en 1235 son mencionadas las iglesias de San Pedro en el castillo de Santibáñez el Alto, Portezuelo, Moraleja, Milana, Malladas y Piedras Albas No de menos relieve, Sancho Ortiz se relaciona con las reformas del coro y torre de Santa María la Mayor de Cáceres y las iglesias de Torrejoncillo, Villa del Campo, Valverde del Fresno y Piedras Albas
Juan Luis de la Montaña Conchina

De 1532 se sabe cuántos vecinos tenía según reproducción hecha de Una Crónica de la Orden AGS. Contadurías Generales. Legajo 768. Censo de 1541:

La orden de Alcántara en el siglo XV”. En la España Medieval II, 1982. La villa de Alcántara y los lugares de su tierra, con expresión de sus vecinos según datos de 1532, son los siguientes:
Piedras Albas 23 vecinos
Reproducido por M.F. Ladero Quesada

En 1594 formaba parte de la Tierra de Alcántara en la provincia de Trujillo
Al ser un pueblo fronterizo (solo le separan con la frontera por carretera 7 km y por el campo 5 km)  y debido a las guerras con Portugal el pueblo se ha despoblado más de una vez:

La despoblación de Piedras Albas y Estorninos es confirmada por un documento del Archivo Histórico Nacional (AHN), sección Órdenes Militares, leg. 34263, en el cual el párroco de Alcántara dice que más de la mitad de sus fieles se corresponden con los vecinos de los dos pueblos citados, todos ellos huidos a causa de las correrías causadas por los portugueses. Del mismo modo, las rentas eclesiásticas quedaron sin cobrarse durante muchos años, por no producirse alimento alguno en sus términos municipales”
A.H.N.

Sobre este particular, el libro  La frontera cacereña ante la Guerra de Restauración de Portugal: Organización defensiva y sucesos de armas (1640-1668) da más información:

Levantamiento portugués 1641 y en agosto 1643 el general portugués Alvaro de Abrantes saqueo Piedras Albas que contaba con 60 vecinos
Juan Antonio Caro del Corral

Peor cariz tuvieron las cosas en el bienio 1643-1644. El verano del primer año citado fue especialmente duró para los pueblos ubicados en las márgenes del río Tajo. El día de la festividad de San Lorenzo, 10 de agosto, ante la imposibilidad de poder atacar la población de Alcántara debido a la robustez de sus defensas amuralladas, el general lusitano Teles, al mando de 1500 infantes y 600 caballos, optó por saquear las aldeas circundantes que se hallaban menos protegidas. El resultado fue el incendio casi total de Piedras Albas y Estorninos, que desde entonces quedaron despobladas
Juan Antonio Caro del Corral

En el Interrogatorio de la Real Audiencia de Extremadura (1791) y en el apartado dedicado al partido de Alcántara aparecen las respuestas sobre Piedras Albas el 6 de marzo donde habla de que había 50 vecinos, que se quejan de no tener tierras suficientes, que no había cementerio pero si sitio para hacer uno, hay escuela y maestro, cirujano, habla del litigio con Alcántara por las lindes. No había ermitas en pie pero si dos caídas en las lindes del pueblo.
El párroco se queja de la falta de tierras de las que se ha apropiado Alcántara ya que solo tienen la Dehesa y el Coto:

………quién siguió pleito con la villa de Alcántara sobre su goze y gano sentencia a su favor pero haviendo apelado aquella se le admitió y por no haver medios no lo han seguido y aquella villa está en su goze, con los que confina los términos que tiene este pueblo
Interrogatorio de la Real Audiencia de Extremadura (1791)

En el Diccionario Marqués de la Ensenada (1751) hay pocos datos, habla de los olivares y que había, 43 vecinos
Más tarde se puede encontrar más información sobre el pueblo en Diccionario geográfico-estadístico de España y Portugal. AÑO 1826-1829:

PIEDRAS ALBAS: L.Ord . de España, prov. de Estremadura, part. de Alcántara, perteneciente á la de este nombre, obispado de Coria. A . P . , 76 vecinos, 368 habitantes, I parroquia, I pósito. Situado al estremo de la ladera de un cerro llamado del Castillo, donde se ven las ruinas de nno antiguo. Sus inmediaciones son de tierra muy quebrada, y en ellas nace el arroyo de la Torre. Conf. por N . O . , con la ribera Erjas, término divisorio entre España y Portugal, por S. con Estorninos, y por S. E . con Alcántara.
Prod . granos y ganado, industria: telares de lana. Dista 17 leguas de la capital, 11 de Cáceres, 5a Madrid ,1 de la cabeza de partido en su misma calzada, y otra de Portugal por el puente de Segura, y o\ horas de camino militar de Alcántara. Contribuye 1,160 rs. 1 mrí. Derechos enagenados 1,088 rs. 10 maravedises.
Sebastián de Miñano y Bedoya

A la caída del Antiguo Régimen la localidad se constituye en municipio constitucional en la región de Extremadura, Partido Judicial de Alcántara que en el censo de 1842 contaba con 90 hogares y 493 vecinos.
Aparece descrita en el diccionario de Pascual Madoz Ibáñez, realizado entre 1845-1850, de la siguiente forma:

PIEDRAS ALBAS.- Lugar con ayuntamiento en la provincia y audiencia territorial de Cáceres (a 11 leguas de distancia), partido judicial de Alcántara, diócesis de Coria, C. G. De Extremadura (Badajoz), sita a la falda de un cerro mirando al Sur, es de clima templado, reinan los vientos E. Y O. Y se padecen tercianas. Tiene 440 casas de piso bajo; una escuela dotada de 1.100 reales de los fondos públicos, a la que asisten 30 niños, e iglesia parroquial (Nuestra Señora de la Romana) con curato de entrada y de provisión de Su Magestad, a propuesta del Tribunal Especial de las Órdenes Militares como perteneciente a la de Alcántara, a cuyo priorato corresponde; en los afueras 300 pasos al Sur, aunque en territorio de Alcántara, la arruinada ermita de San Gregorio, que sirve de cementerio, y sobre el cerro que domina el lugar los restos de un castillo. Se surte de aguas potables en dos fuentes inmediatas y otra para el ganado. Confina el Término por todos los aires con el de Alcántara, extendiéndose por el que más a 1/4 de legua, y comprende una dehesa con arbolado de encina, un egido, algunos cercados con olivos y una laguna para abrevadero. El terreno es llano, los caminos vecinales, el correo se recibe en Alcántara por carga vecinal tres veces a la semana. Producción: trigo, cebada, centeno y aceite; se mantiene ganado cabrio, lanar, vacuno y de cerda, y se cría caza de todas clases. Industria y comercio: tres molinos harineros, y se trafica en los granos y ganados del país. Población: 90 vecinos, 493 almas. Capacidad productiva 345,000 reales. Impuestos: 28,600. Contribución: 3,797 reales y 7 maravedíes Presupuesto municipal: 3,000, del que se pagan 1,100 al secretario por su dotación y se cubre con los productos de propios y repartimiento vecinal.
Pascual Madoz Ibáñez, Diccionario geográfico-estadístico-histórico de España y sus posesiones de Ultramar

En el siglo XIX se encuentra información en Viaje por las escuelas de España de 1927:

Aguas arriba, si no faltara el tiempo, quizá tendría algún interés la visita de escuelas. Está muy cerca, a medio camino de Alcántara a la frontera, Piedras Albas. Oigo sonar en los periódicos, estos días, un título de Piedras Albas. No conozco a quien lo lleva hoy—sino para servirle—; pero Piedras Albas tiene la peor escuela de la provincia de Cáceres, y, por tanto, una de las peores de España. La situación de este pueblo, cara a Portugal, y la estrechez de su término, recomiendan que se le preste ayuda
Luis Bello

La zarzuela Luisa Fernanda fue escrita en el pueblo, y parte de la acción transcurre en las inmediaciones de la frontera hispano-lusa en una finca denominada La Puente.
Su población ha sufrido una gran disminución desde los años 50, cuando eran unas 1500 personas, perdiendo el 80 % de su gente debido sobre todo a la emigración a otros lugares de España y del extranjero, como consecuencia del desarrollismo y de las escasas perspectivas que ofrecía la agricultura y la ganadería de la zona.

## Demografía
Piedras Albas cuenta con una población de 125 habitantes (INE 2024).
| Gráfica de evolución demográfica de Piedras Albas entre 1842 y 2021                                                 |
| |
| Población de derecho según los censos de población del INE Población de hecho según los censos de población del INE |

## Patrimonio
En la localidad sobresalen como construcciones interesantes la iglesia de Nuestra Señora de la Romana, perteneciente al arciprestazgo y diócesis de Coria (hasta 2010 perteneció al arciprestazgo de Alcántara).
En el libro Cáceres y su provincia de Miguel Ángel Orti Belmonte, se encuentra una detallada descripción de la iglesia:

Nuestra Señora de La Romana
" La Parroquia de N. S. de la Romana es un edificio de mampostería y sillares en los contrafuertes, de una sola nave con cuatro tramos separados por arcos de medio punto sobre pilastras adosadas, y cubiertos mediante bóvedas de cañón con lunetos. Presbiterio recto, con arco triunfal de medio punto y bóveda de crucería estrellada. Coro a los pies; el frente está formado por tres arcos rebajados, y se cubre el sotocoro con bóveda moderna. Torre en el ángulo suroeste, de planta cuadrada, con dos cuerpos, realizada en mampostería. Dos puertas de entrada, una en el lado de la Epístola, con arco apuntado; otra en el hastial occidental, con arco de medio punto formado por alargadas dovelas planas, y enmarcado lateralmente por pilastras La parte más antigua corresponde al presbiterio, de la segunda mitad del siglo XVI; el primer tramo de nave se construyó entre 1630 y 1650, edificándose el resto del Templo en la segunda mitad del siglo XVII, dentro del estilo barroco......"

También destaca la casa de la Calle de la iglesia, número 3, que sobresale por sus grandes dimensiones y sus aires renacentistas.

## Festividades

### 9 de mayo: San Gregorio
El pueblo celebra con una romería en la Dehesa Boyal la fiesta de su patrón San Gregorio. Esta fiesta se celebra el sábado más cercano al día 9 de mayo, ya que al ser un pueblo con pocos habitantes se pretende así más congregación de gente. Se oficia una misa por la mañana y los piedrasalbeños acuden a la Dehesa del pueblo, unos a pie, acompañando al santo, otros en vehículo para llevar comidas y utensilios para pasar un día en el campo. Una vez en la dehesa, disfrutan del día bailando, comiendo, y conversando. Hay juegos para los más pequeños y también para los mayores, para terminar la noche bailando con la orquesta.

### 15 de agosto: Asunción de la Virgen
Son las fiestas grandes del pueblo, se celebran durante varios días, dependiendo del año. Hay diversas actividades para los habitantes del pueblo. La más importante el la Santa Misa, celebrada el mismo día 15 de agosto, donde los piedrasalbeños hacen una procesión acompañando a su patrona por el pueblo. Todas las noches los lugareños disfrutan de unos bailes en la plaza del pueblo, con la orquesta de turno. Además se celebran teatros, torneos de fútbol, torneos de balón quemado, comidas populares y diversos concursos para todas las edades.